# Brothers & Sisters (canción)
«Brothers & Sisters» (en español, «Hermanos y Hermanas») es el primer sencillo comercial, así como un EP, de la banda británica Coldplay editado en abril de 1999 a través del sello Fierce Panda Records.

## Contexto
Es una de las primeras canciones que Coldplay compuso cuando se llamaban Starfish, después de formarse en 1998, Coldplay se reunió con el sello local Fierce Panda Records, después de que un representante de dicha compañía los vio actuar en el Camden Falcon en diciembre de ese año. Fierce Panda se ofreció a lanzar su sencillo de debut, y la banda estuvo de acuerdo, firmando un contrato por corto tiempo.

## Grabación
De acuerdo con las notas del sencillo, la grabación se completó en sólo cuatro días y costó a la banda una suma de 400 libras. Los sonidos atmosféricos en «Easy to Please» fueron creados al poner micrófonos afuera del estudio.

## Lanzamiento
1.500 copias del vinilo se publicaron en una envoltura especial. El sencillo fue reeditado como EP a finales de 2002 en Brash Records.

## Versiones
Hay tres versiones, una de 1998, otra de 1999 y una última de 2000. La primera y original se puede encontrar en el casete Ode To Deodorant, y el tercero más tarde apareció en el sencillo «Trouble» como parte de las sesiones de grabación de Parachutes.

## Listado de canciones
| EP  |                      |          |  |
| N.º | Título               | Duración |  |
| 1.  | «Brothers & Sisters» | 4:05     |  |
| 2.  | «Easy To Please»     | 3:01     |  |
| 3.  | «Only Superstition»  | 3:48     |  |

| Vinilo promocional de 7 pulgadas |                      |          |  |
| N.º                              | Título               | Duración |  |
| 1.                               | «Brothers & Sisters» | 4:05     |  |
| 2.                               | «Easy To Please»     | 3:01     |  |

## Posicionamiento en listas
| Chart (1999)                   | Posición |
| ------------------------------ | -------- |
| Reino Unido (UK Singles Chart) | 92       |